# Vincent van Rossem
Vincent Theodore van Rossem (Wageningen, 24 februari 1950) is een Nederlands architectuurhistoricus, presentator en emeritus hoogleraar. Hij is gespecialiseerd in de geschiedenis van de architectuur vanaf de 19e eeuw, in het bijzonder van die van de stad Amsterdam. 

## Jeugd en familie
Van Rossem is telg van het patriciërsgeslacht Van Rossem en groeide op in Wageningen, als jongste in een gezin met drie kinderen. Zijn vader Gerard van Rossem (1919-1990) werkte als entomoloog bij de Plantenziektenkundige Dienst en was kunstenaar; zijn grootvader was prof. dr. ir. Arnold van Rossem (1887-1982). Hij is een broer van de Utrechtse historicus Maarten van Rossem en van kunsthistorica Sis van Rossem.

## Academische loopbaan
Van Rossem was sinds 1997 als architectuurhistoricus werkzaam bij het Bureau Monumenten & Archeologie. Hij promoveerde in 1991 cum laude aan de Universiteit van Amsterdam op het proefschrift Het Algemeen uitbreidingsplan van Amsterdam. Geschiedenis en ontwerp. Per 1 mei 2009 werd Van Rossem aan dezelfde universiteit benoemd tot onbezoldigd gewoon hoogleraar Monumenten en stedenbouwkundige vraagstukken van de periode sinds de 19e eeuw, in het bijzonder in de stad Amsterdam, aan de Faculteit der Geesteswetenschappen. Zijn openbare les hield hij op 26 februari 2010.
Hij ging op 14 mei 2015 met emeritaat.

## Televisie

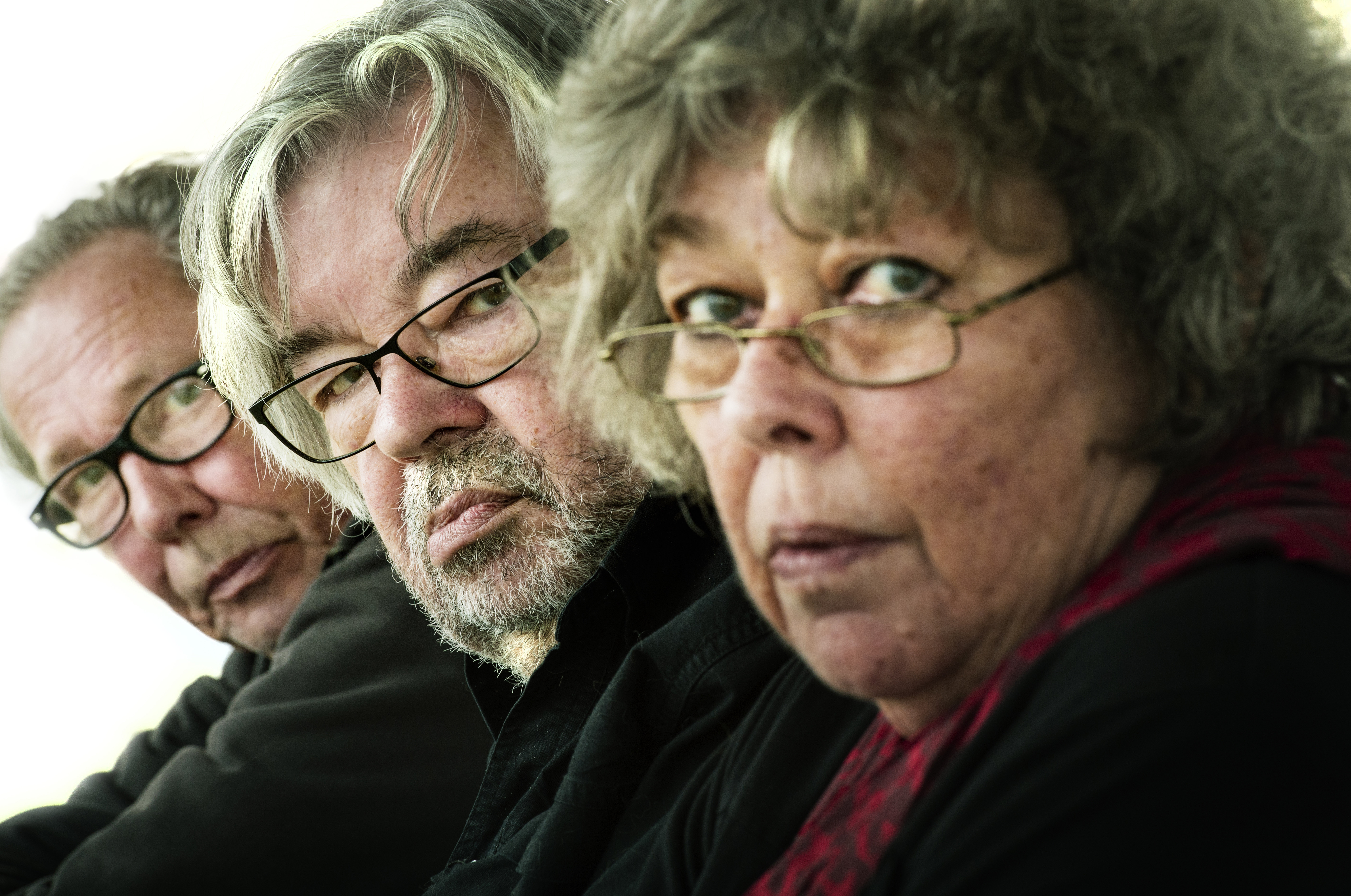
Vincent van Rossem (links) met zus en broer (2017)

Vanaf 6 februari 2015 was Van Rossem te zien in het tv-programma Hier zijn de Van Rossems van de NTR op NPO 2. Met broer Maarten was Van Rossem in oktober en november 2019 op televisie te zien in het vierluik Broeders in Berlijn. Op 4 mei 2022 kwam Sis van Rossem te overlijden waarna de broers besloten het programma voort te zetten onder de naam De broeders Van Rossem vanaf 13 september 2023.
- Digitale Bibliotheek voor de Nederlandse Letteren: ross074
- Gemeinsame Normdatei: 136939333
- International Standard Name Identifier: 0000 0000 6664 5339
- Library of Congress Control Number: n87908719
- NARCIS: PRS1318601
- Nationale Bibliotheek van Israël: 987007373984705171
- Nederlandse Thesaurus van Auteursnamen: 091158095
- Système universitaire de documentation: 120199483
- Virtual International Authority File: 91952498
- WorldCat: E39PBJcwx7whCPc7kcfVBJjHmd